# Сандал, Марта
Марта Кристина Гульдбраннсен Сандал (норв. Martha Christine Guldbrandsen Sandal, во втором замужестве Сандал-Рёртведт, англ. Sandal-Rörtvedt; 31 января 1878, Акер, ныне в составе Осло — 2 марта 1930, Форест-Сити, штат Айова, США) — норвежская оперная певица (меццо-сопрано), особенно известная как исполнительница песен Эдварда Грига.

## Биография
С детских лет пела в хоре Антона Ханше, где её талант был замечен. Солировала при выступлении хора перед королём Оскаром II, который содействовал её поступлению в консерваторию Людвига Линдемана, где её наставницей стала Хильдур Ширмер. Затем Марта Сандал в течение трёх лет училась в Берлине у Этельки Герстер. В 1902 году дала первый сольный концерт в Берлинской певческой академии. В том же году в Кристиании дала концерт из песен Грига в сопровождении композитора, горячо одобрившего её исполнение. Много пела также произведения Кристиана Синдинга и Сигурда Ли. Портрет Марты Сандал написал пастелью Эдвард Мунк в 1902 году.
В 1903 году вышла замуж за виолончелиста Генри Брамсена и в течение нескольких лет много выступала вместе с ним, в том числе в Финляндии и Санкт-Петербурге. В 1906 году, заручившись рекомендательным письмом Грига, вместе с мужем отправилась в США, первоначально обосновавшись в Питсбурге, где публика допытывалась у Брамсена, первой виолончели городского оркестра, отчего его жена ходит без чулок. Затем брак распался, после возвращения Брамсена в Европу Марта Сандал осталась в США и в 1914 году повторно вышла замуж за американского фермера норвежского происхождения. Продолжала концертировать в провинции (Айова, Монтана, Северная Дакота). Вырастила трёх дочерей.